# Vltavská nábřeží v Praze

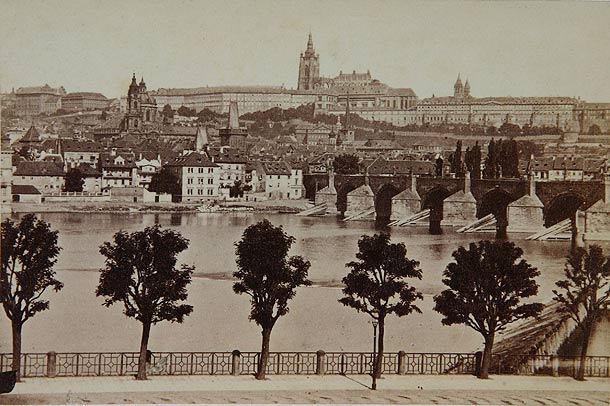
Nejstarší pražské nábřeží (dnes Smetanovo) v roce 1867.

Vyvýšená zpevněná nábřeží kolem Vltavy v Praze byla budována postupně, zejména jako ochrana před povodněmi. Přestavba pobřežních oblastí způsobila, že v blízkosti řeky se nedochovaly původní osady ani mnoho z původních středověkých městských staveb. Prvním pražským kamenným nábřežím bylo Františkovo (dnešní Smetanovo) nábřeží, postavené v letech 1841–1845 mezi Karlovým mostem a tehdy novým řetězovým mostem císaře Františka I. Většina pražských nábřeží byla dobudována do prvního desetiletí 20. století.

## Pravý břeh

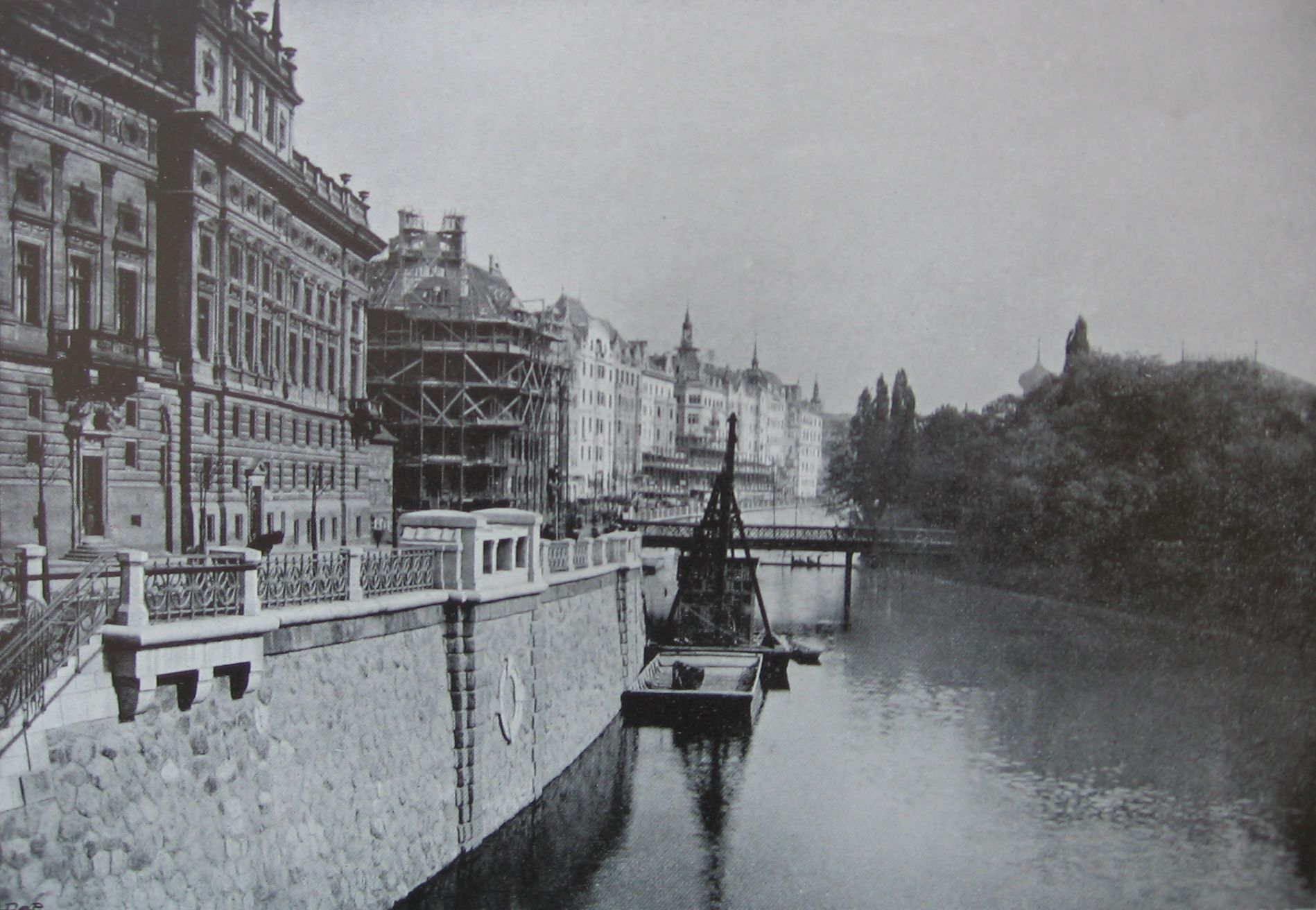
Riegrovo (dnešní Masarykovo) nábřeží dva roky po dobudování, v roce 1905.

Od osady Jarov přes Závist a Komořany až k Modřanům má pravý vltavský břeh sice regulovaný, ale relativně přírodní charakter, podél řeky vede železniční trať od Vraného, v části úseku i cyklostezka. V úseku Vrané – Jarov – Zbraslav byla pravobřežní silnička vybudována občany Vraného v rámci akce Z v letech 1962–1969. V úseku od Modřan do Braníku nese pobřežní cyklostezka název Vltavanů, v dalším úseku k Podolí Pobřežní cesta (od roku 1938). Železniční a tramvajová trať jsou využity ve funkci protipovodňových zdí či valů. Modřanská ulice vede sice v Braníku a Podolí souběžně s řekou, ale je od ní oddělena pásem s průmyslovými i rekreačními objekty.
Pro spojení pravého břehu s Karlovým náměstím a dalšími částmi Nového Města bylo významné dobudování Resslovy ulice, k němuž došlo po zbourání Svatováclavské trestnice a dalších úpravách terénu po roce 1889 v rámci pražské asanace (zejména odtěžení Břežské skály kolem roku 1905).

### Podolské nábřeží
Podolské nábřeží oficiálně začíná na Dvoreckém náměstí a vede kolem Veslařského ostrova k Vyšehradskému tunelu. Je páteří dopravy v oblasti a jezdí po něm tramvaje.
- Úsek od Dvorců k Podolské ulici nese tento název nepřetržitě od roku 1935, kdy tato nová komunikace nahradila původní hlavní dopravní tah Podolskou ulicí.
- Část nábřeží od tunelu k Podolské ulici se v letech 1904–1906 jmenovala Vyšehradské nábřeží, od roku 1906 Libušino nábřeží, od roku 1924 (spojené s úsekem severně od tunelu) Rašínovo nábřeží, od roku 1941 nábřeží Karla Lažnovského, od roku 1945 opět Rašínovo nábřeží; v letech 1951–1990 byla část jižně od tunelu oddělena jako nábřeží Karla Marxe a roku 1990 byl opět tento úsek připojen k Podolskému nábřeží.

### Rašínovo nábřeží

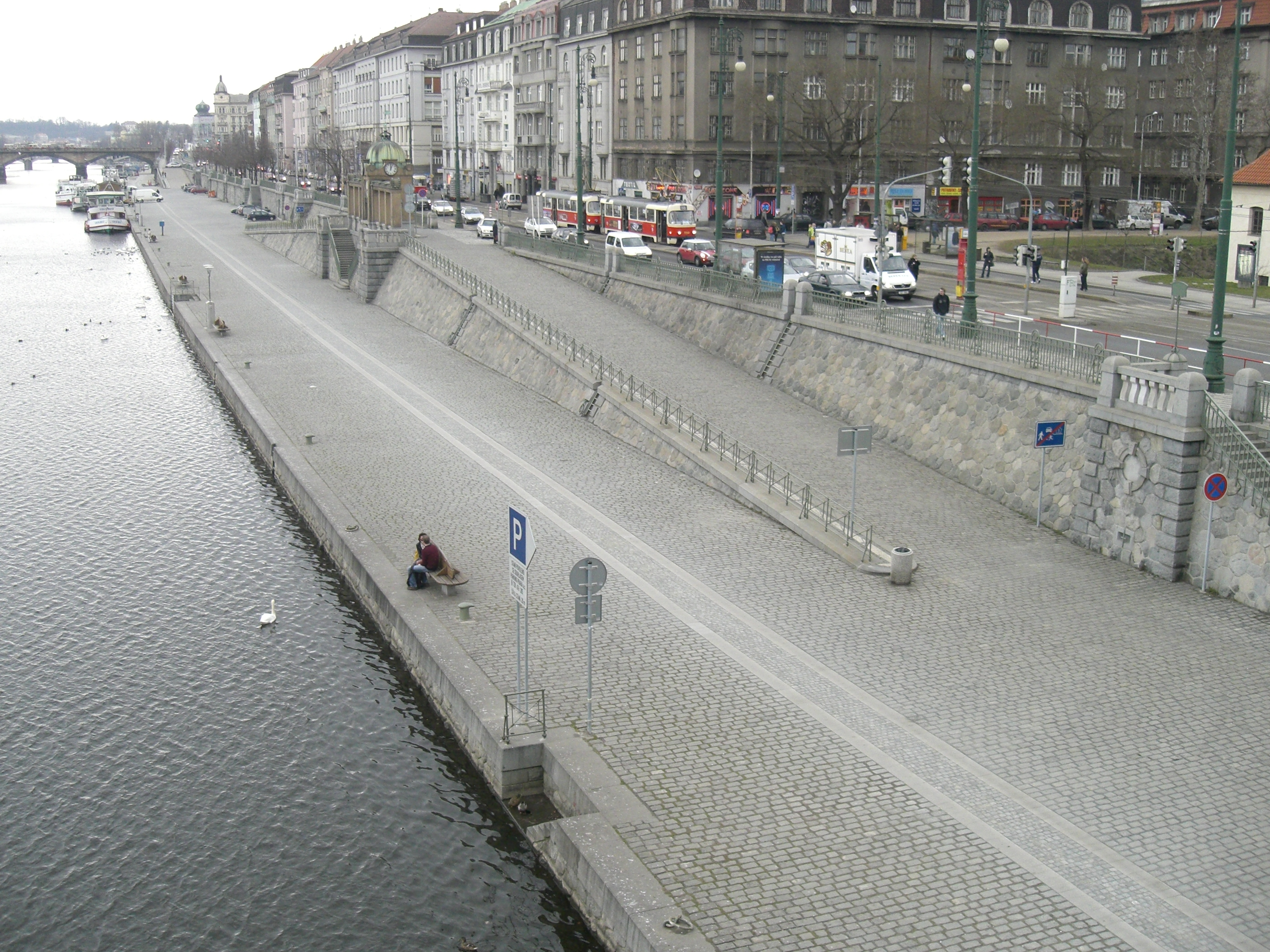
Rašínovo nábřeží na Výtoni a náplavka.

Rašínovo nábřeží pokračuje za tunelem přes Výtoň, kde jej nadchází železniční most, přes Palackého náměstí, kde z něj odbočuje Palackého most, až na Jiráskovo náměstí, do nějž ústí Jiráskův most. Po většině délky je samotná nábřežní komunikace doplněna ještě náplavkou, po níž je značena cyklistická trasa a některá místa slouží též jako přístaviště. Nábřeží je zde také dopravní tepnou s provozem tramvají a nábřeží i náplavka slouží jako vycházková promenáda.
- Úsek od vyšehradské skály k Palackého náměstí byl ve zvýšené nábřeží přebudován začátkem 20. století, předtím vedla podskalská nábřežní cesta zhruba v linii dnešní Podskalské a Gorazdovy ulice. Po vybudování nábřeží a po dokončení vyšehradského tunelu v roce 1905 byl tento úsek připojen k Vyšehradskému nábřeží (jeho podolská část však byla roku 1906 přejmenována na Libušino nábřeží). Od roku 1919 se jmenoval Podskalské nábřeží. Od roku 1924 bylo Podskalské i Libušino nábřeží opět spojeno a pojmenováno jako Rašínovo nábřeží (úsek severně od Palackého náměstí se tou dobou jmenoval stále Palackého nábřeží), v letech 1941–1945 byly oba tyto úseky přejmenovány na nábřeží Karla Lažnovského a po válce zpět na Rašínovo nábřeží. V roce 1951 byl úsek severně od tunelu přejmenován na nábřeží Bedřicha Engelse, přitom k němu bylo připojeno dosavadní Palackého nábřeží, v roce 1990 pak bylo celé Engelsovo nábřeží přejmenováno na Rašínovo nábřeží.
- Úsek od Palackého náměstí k Jiráskovu náměstí byl v nábřeží přebudován v 70. letech 19. století. Od roku 1876 se jmenoval Palackého nábřeží, od roku 1940 byl součástí Vltavského nábřeží, které bylo roku 1942 přejmenováno na Reinhard Heydrich Ufer. Roku 1945 byl tomuto úseku vrácen původní název Palackého nábřeží. V roce 1951 byl tento úsek spojen s úsekem jižně od Palackého náměstí a společně byly pojmenovány jako nábřeží Bedřicha Engelse, v roce 1990 pak bylo celé Engelsovo nábřeží přejmenováno na Rašínovo nábřeží.
- Na nároží Rašínova nábřeží a Jiráskova náměstí/Resslovy ulice vznikl v roce 1996 dům Nationale Nederlanden Building, známý spíše jako Tančící dům od architektů Franka Gehryho a Vlada Miluniće.

### Masarykovo nábřeží

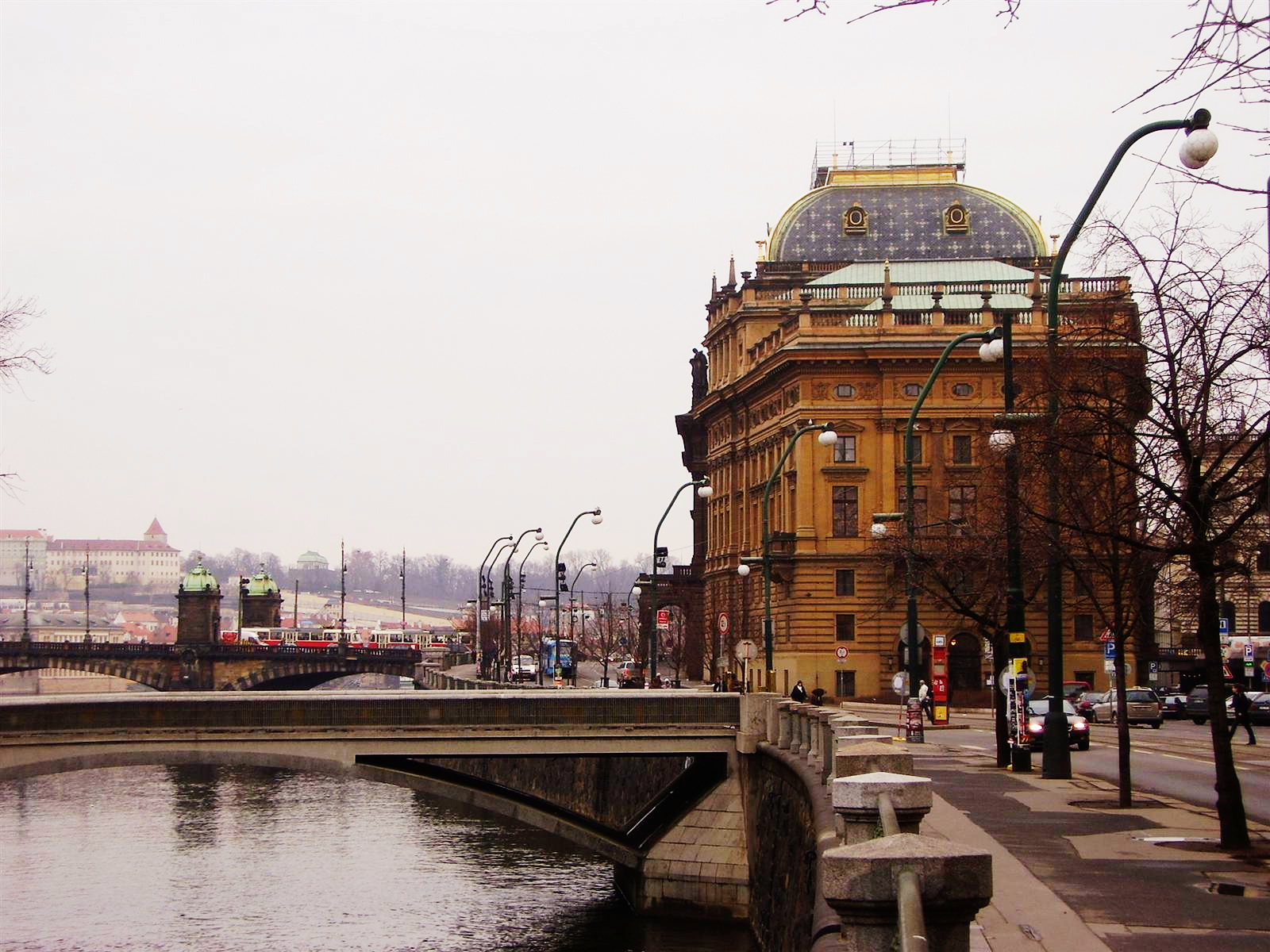
Masarykovo nábřeží.

Masarykovo nábřeží je název úseku z Jiráskova náměstí kolem Mánesa a Žofínu (Slovanský ostrov) k Národnímu divadlu, k vyústění mostu Legií. Třebaže tento úsek nabízí pěkné výhledy na město, hustý provoz aut i tramvají a stísněnější poměry činí tento úsek méně příjemným. Do 19. století bylo toto nábřeží neregulované, působilo zde několik mlýnů a jircháři zde zpracovávali kůže. Část nábřeží podél Žofína byla dokončena roku 1903 a společně s dnešním Smetanovým nábřežím nesla název Františkovo nábřeží. Od roku 1912 se tato část jmenovala Riegrovo nábřeží (s výjimkou období 1940–1942, kdy byla součástí Vltavského nábřeží, a let 1942–1945, kdy bylo celé Vltavské nábřeží přejmenováno na Reinhard Heydrich Ufer). Na roky 1945–1946 bylo toto nábřeží ještě Riegrovo, ale již od roku 1946 Gottwaldovo nábřeží. V roce 1952 byla k nábřeží připojena část kolem Národního divadla, která se v letech 1886–1952 jmenovala Tylovo náměstí a v době druhé světové války Nábřežní ulice hořejší. V roce 1990 bylo Gottwaldovo nábřeží přejmenováno na Masarykovo.

### Smetanovo nábřeží

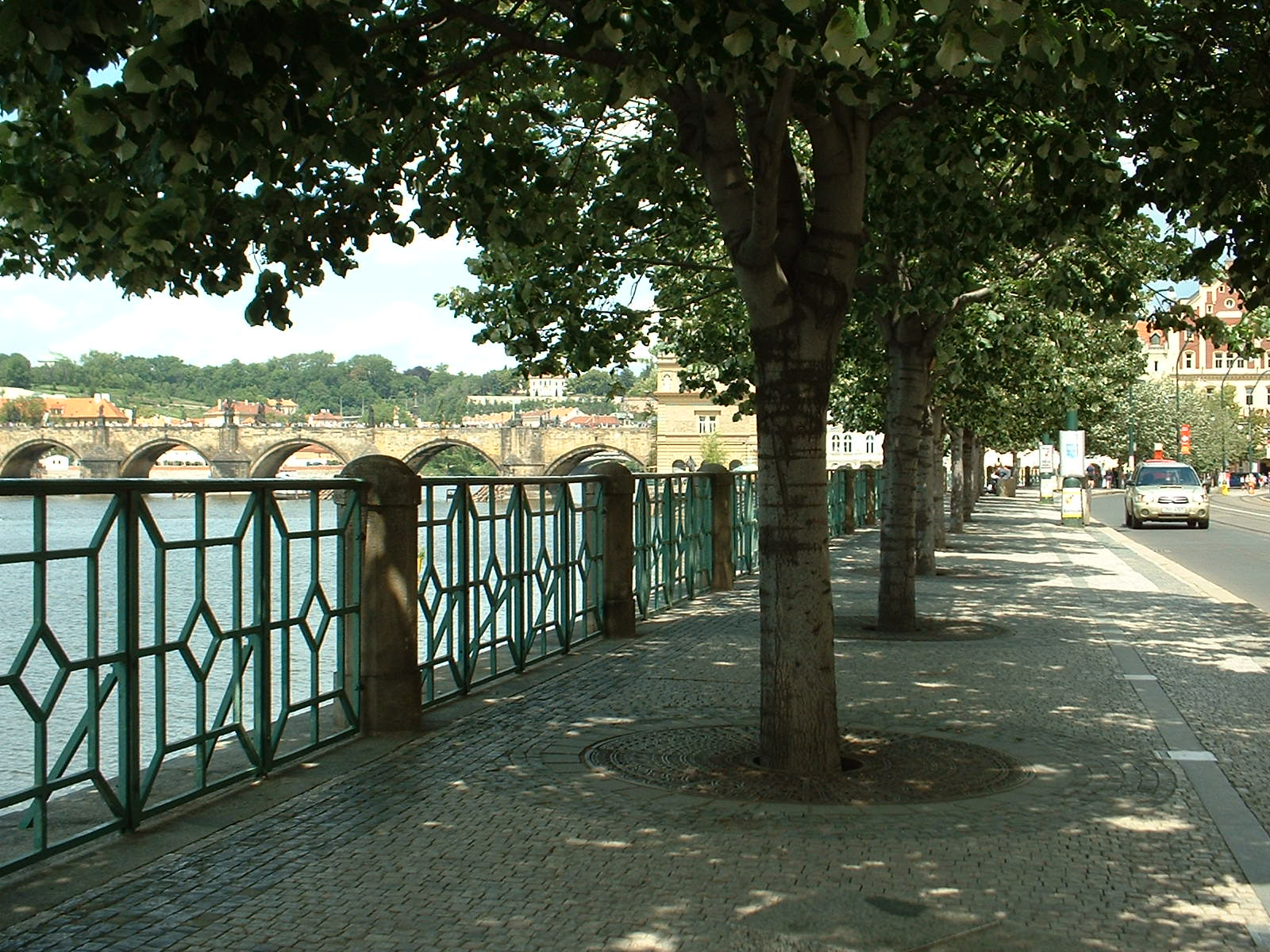
Smetanovo nábřeží, nejstarší pražské kamenné nábřeží.

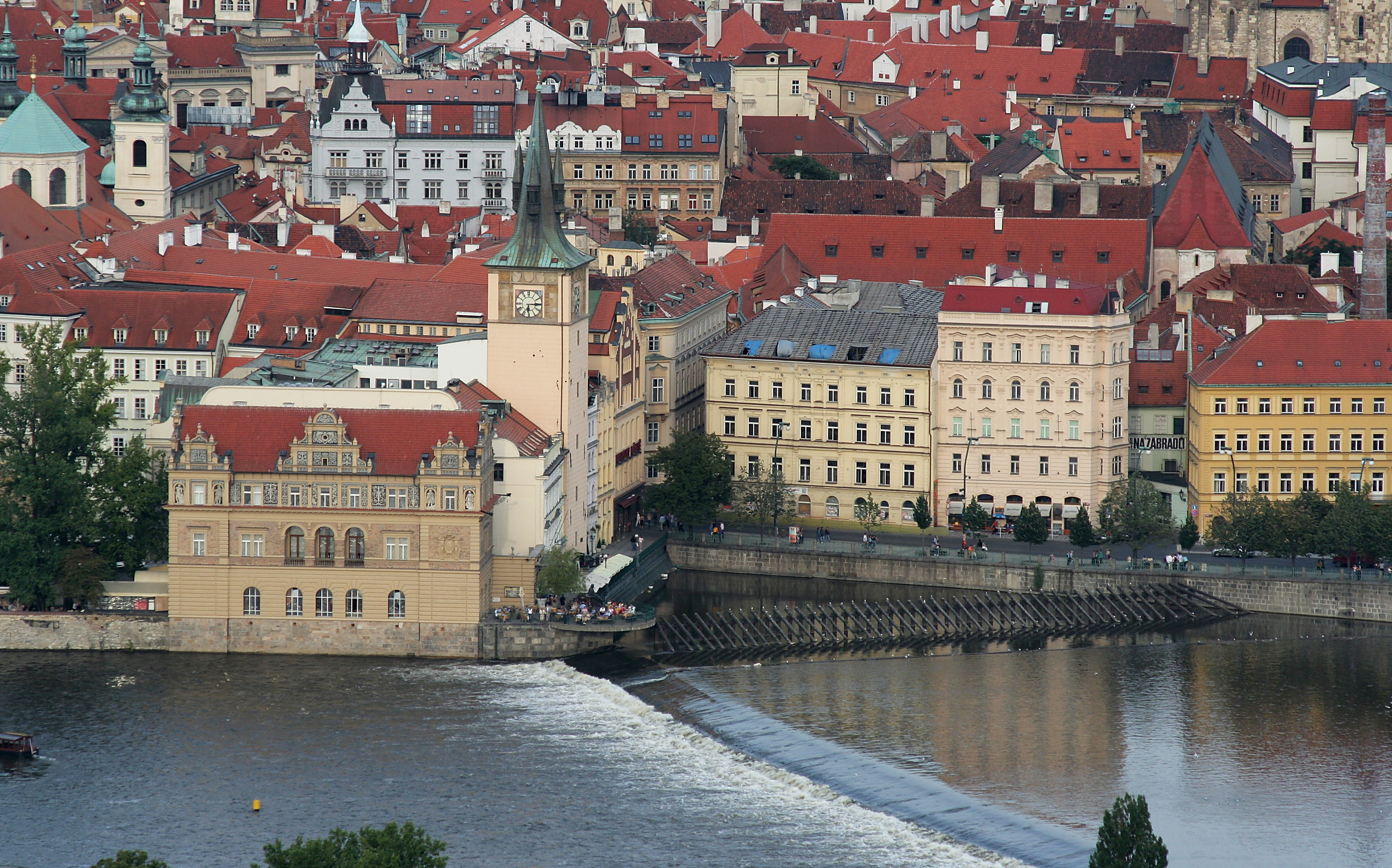
Pohled na Novotného lávku a Smetanovo nábřeží

Smetanovo nábřeží vede od mostu Legií kolem Novotného lávky na Křižovnické náměstí do úrovně Karlova mostu. V následujícím úseku je navazující frekventovaná Křižovnická ulice od Vltavy vzdálena a křižovnický klášter zasahuje až k řece. Rovněž ulice 17. listopadu, která nese hlavní dopravní zátěž, je od Vltavy oddělena pásem budov. Tyto komunikace jsou nejen dopravně přetížené (kvůli úzkému hrdlu u Staroměstských mlýnů a Karlova mostu, jímž projíždějí automobily i tramvaje), ale patří i k turisticky nejatraktivnějším částem Prahy, kvůli atraktivním výhledům na Karlův most a Pražský hrad a těsné blízkosti Starého Města a Josefova. Až do poloviny 19. století zde bylo volné písčité prostranství pozvolně se sklánějící k řece, s rybářskými chaloupkami a starými pokřivenými stromy. V době staroměstského opevnění za Václava I. stály mlýny a chatrče vně hradeb, nábřeží bylo od města odděleno zdí, která byla zbořena až po vzniku Nového Města, za Karla IV. V letech 1841–1845 zde bylo vybudováno první pražské kamenné nábřeží, vedoucí od Karlova mostu k tehdy novému řetězovému mostu císaře Františka I. Nábřeží navrhl architekt Bernard Gruber a postavil z opracovaných žulových kvádrů podnikatel Vojtěch Lanna na náklady českých stavů, kteří skoupili zdejší pozemky. Původně se mu říkalo jen Nábřeží nebo Staroměstské nábřeží, kolem roku 1894 bylo pojmenováno na Františkovo nábřeží podle císaře Františka I., jehož pomník (Krannerova kašna) zde od r. 1850 stojí (v letech 1903–1912 bylo součástí Františkova nábřeží i tehdy nově dokončené dnešní Masarykovo nábřeží, jižně od Národního divadla). Od roku 1919 do roku 1952 se jmenovalo Masarykovo nábřeží (s výjimkou let 1940–1945, kdy bylo nejprve součástí Vltavského nábřeží a od roku 1942 součástí Reinhard Heydrich Ufer). Od roku 1952 nese jméno Smetanovo nábřeží.

### Alšovo nábřeží

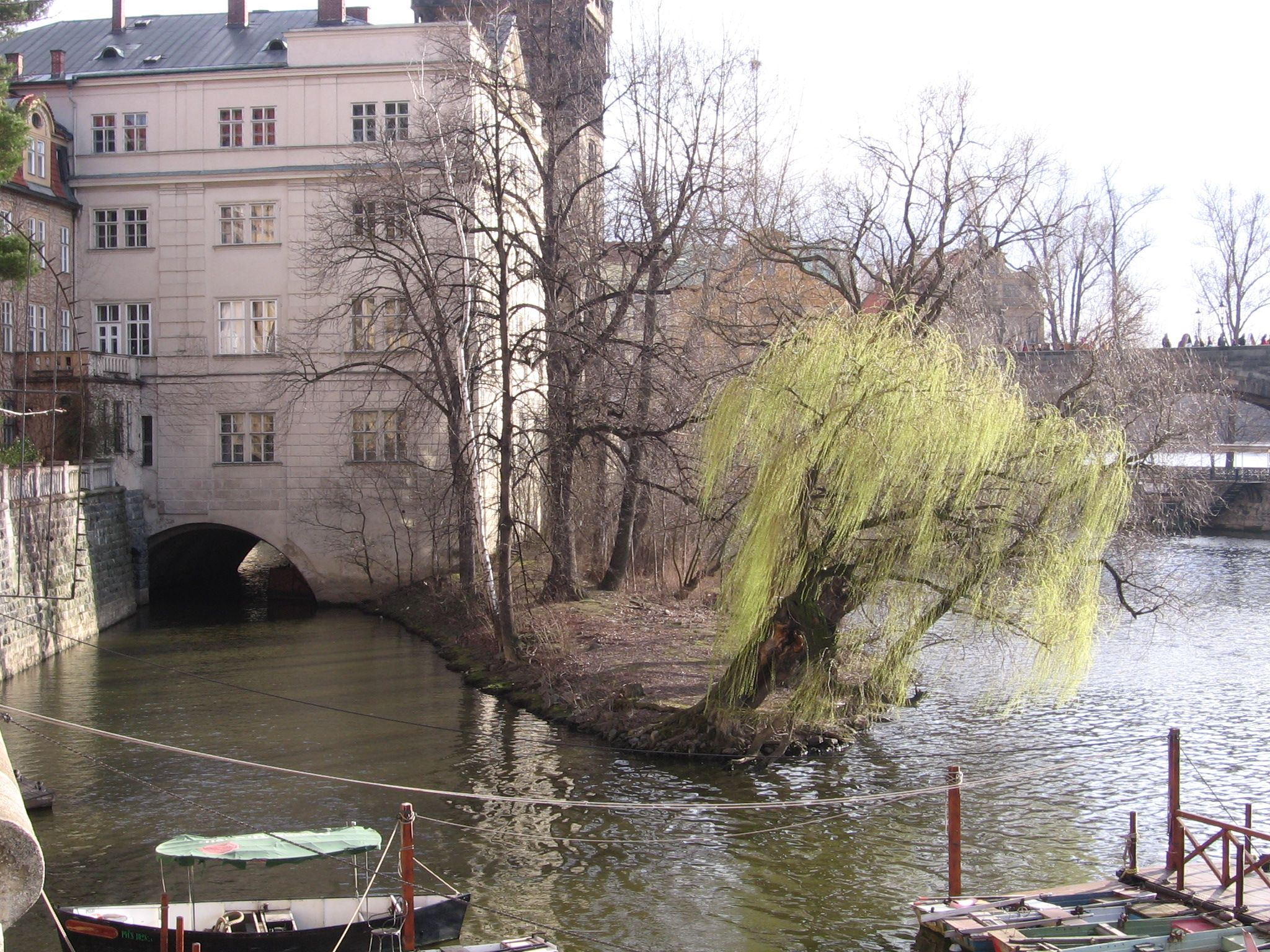
Křižovnický ostrov v pohledu z Alšova nábřeží. Přírodní břeh s pokřivenými stromy přibližuje atmosféru, jakou mělo celé pražské pobřeží před regulací.

Alšovo nábřeží je jedno z mála, které má čistě parkovou úpravu a dopravní tah je sveden do ulic Křižovnická a 17. listopadu. Vede od Platnéřské ulice za hotelem Four Seasons a za budovami uměleckých škol přesnáměstím Jana Palacha kolem Mánesova mostu a kolem Rudolfina až k ulici Na Rejdišti. V minulosti sloužilo nábřeží za Rudolfinem k parkování zájezdových autobusů. Zdejší prostranství Na Rejdišti bylo pravděpodobně až do poloviny 19. století poměrně pusté, i když v blízkosti byl významný brod. Od roku 1870 se zdejšímu nábřeží říkalo Dolní nábřeží (zdejšímu přívozu se rovněž říkalo dolní, zatímco proti Kampě býval horní přívoz a horní nábřeží). Od roku 1878 neslo název Nábřeží korunního prince Rudolfa, od roku 1919 Alšovo nábřeží.

### Dvořákovo nábřeží
Dvořákovo nábřeží je relativně významnou dopravní komunikací i když již stranou od turistického centra města. V úseku od ulice Na Rejdišti k náměstí Curieových u Čechova mostu je pro automobilový provoz jednosměrné proti proudu řeky, v navazujícím úseku pod Štefánikův most je ale obousměrně frekventovaná a jezdí po něm i městské autobusy. S nábřežím sousedí nemocnice a klášterní komplex milosrdných bratří Na Františku. Nábřeží v oblasti Františku bylo jediným úsekem, kde Staré Město nemělo za Václava I. proti Vltavě hradby. Úsek nábřeží od dnešní Pařížské k Dušní ulici býval do 19. století součástí Sanytrové ulice. Na pobřeží bývaly lázně, ohrady s dřívím a výroba sanytru neboli ledku. Nábřeží zde bylo vybudováno v roce 1904 a název Dvořákovo nese od počátku, v některých obdobích však byla celá jeho východní části označována jako ulice Na Františku.

### Nábřeží Ludvíka Svobody

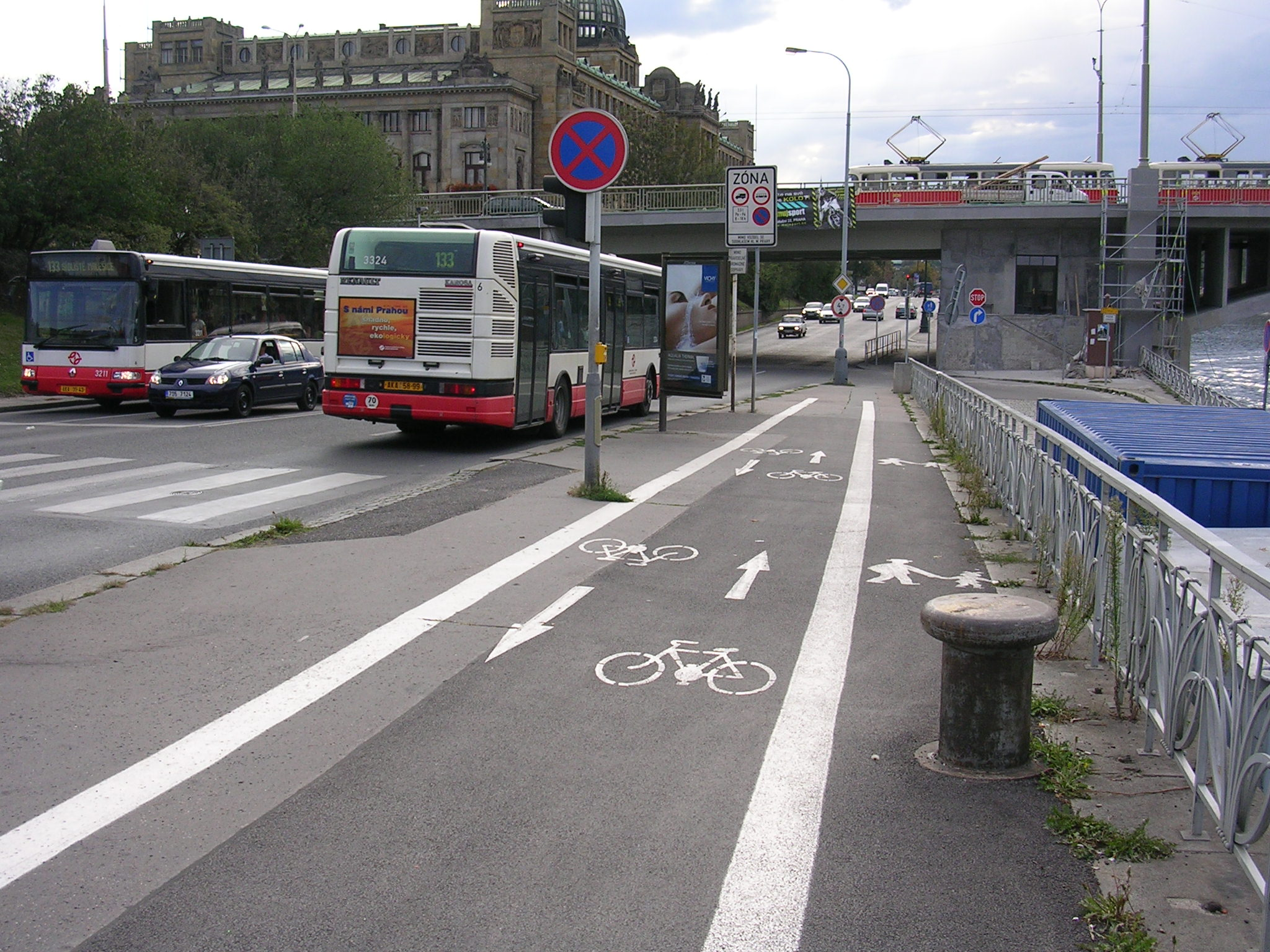
Nábřeží Ludvíka Svobody, pohled směrem ke Štefánikovu mostu a Dvořákovu nábřeží.

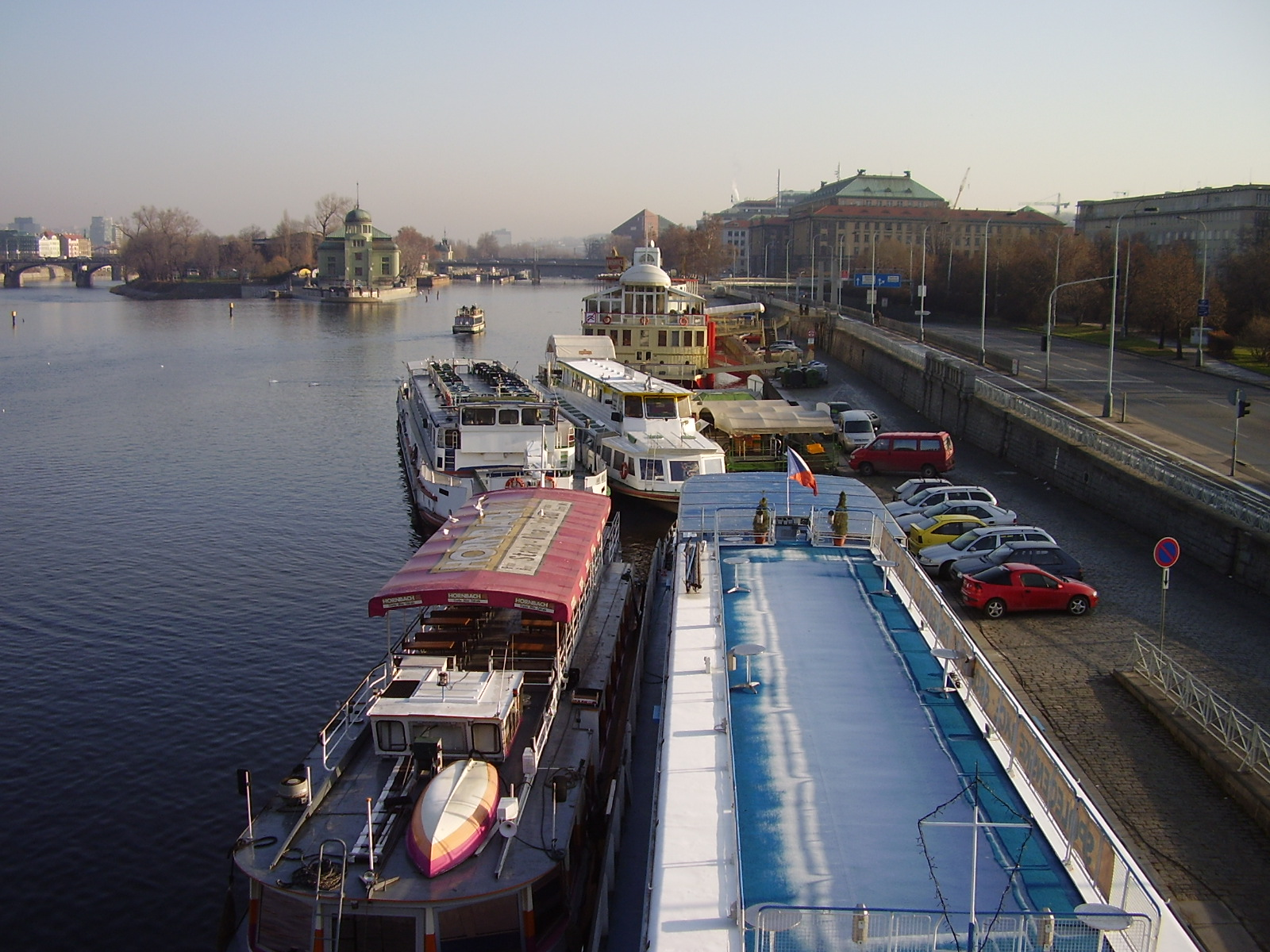
Nábřeží Ludvíka Svobody, pohled od Štefánikova mostu směrem ke Štvanici.

Nábřeží Ludvíka Svobody je krátký úsek frekventované komunikace zpod Štefánikova mostu k Těšnovskému tunelu. Za součást tohoto nábřeží lze víceméně považovat i navazující pěší a cyklistickou komunikaci a sousedící parkoviště nad Těšnovským tunelem, před budovou Ministerstva dopravy ČR a Českých drah (dříve sídlem ÚV KSČ) a budovou Ministerstva zemědělství ČR až k předmostí Hlávkova mostu. Nábřeží se nachází severně od bývalé osady Poříč či Poříčí a Petrské čtvrti. V osadě Poříč se ve středověku soustřeďovali kupci německého původu. Na pobřeží se až do 19. století usazovali rybáři a řemeslníci, při břehu byly lázně, mlýny a soukenické rámy. Kamenné nábřeží zde bylo vybudováno v roce 1919. Vybudováno bylo jako Petrské nábřeží, od roku 1934 se jmenovalo Švehlovo nábřeží, od roku 1948 První čs. kyjevské brigády, od roku 1961 Kyjevské brigády, od roku 1968[zdroj?] nábřeží Ludvíka Svobody. Pobřežní doprava z nejvýchodnější části nábřeží byla od roku 1980 svedena do tunelu, který se od roku 1984 jmenuje Těšnovský tunel, plocha před tehdejším ÚV KSČ a dnešním ministerstvem byla změněna na parkoviště, na kraji nábřeží zůstal promenádní chodník.

### Rohanské nábřeží
Rohanské nábřeží vede od Hlávkova mostu a nikdy nebylo nábřežím v pravém smyslu slova: jde o širokou silniční komunikaci vedenou po trase zasypaného ramene Vltavy, které v minulosti oddělovalo Rohanský ostrov od pevniny Karlína a plnilo roli průplavu. Poprvé pojmenována byla tato komunikace v roce 1991, kdy vedla asi do úrovně ulice U nádražní lávky, v roce 1994 byla prodloužena do úrovně Šaldovy ulice. 30. října 2007 byla komunikace prodloužena až k ulici Za Invalidovnou, je vybavena dvěma páry jízdních pruhů pro automobily, párem jízdních pruhů pro cyklisty odlišených červenou barvou povrchu, chodníky o šířce 3 metry a zeleným pásem se stromořadím. Výstavba úseku probíhala od října 2006 a stála 179 milionů Kč, z čehož 90 milionů bylo hrazeno z fondů EU, na výstavbu přispěl též stát. (podle tiskové zprávy MHMP stála 244,7 milionu Kč). Usnesením Rady HMP č. 3 ze dne 8. ledna 2008 dostalo i toto prodloužení název Rohanské nábřeží. Další úsek, k ulici Voctářově, má být otevřen v červenci 2008. Náklady na tuto etapu se odhadují na 307 milionů Kč.  
V další části Karlína a Libně řeka, která se zde v minulosti v oblouku dělila do mnoha ramen, žádné nábřeží nemá. Od libeňského zámečku vede podél zbytků nejkrajnějšího ramene Vltavy cesta U Českých loděnic (v této poloze byla vybudována roku 1947 jako součást Povltavské ulice, roku 1985 přejmenovaná na nynější název), k níž se pak připojuje dnešní Povltavská ulice. Od mostu Barikádníků vede po pobřežní stezce s názvem Vodácká trasa pro cyklisty, na tu u Trojského zámku navazuje stezka, která je nejzápadnějším ocáskem Povltavské ulice. I dále k Podhoří a Zámkům vede po břehu řeky turistická trasa a regulace řeky tu má mimoměstský charakter, místy i přirozený břeh.

## Levý břeh
Na levém břehu od Strnad přes samotnou Zbraslav tvoří hlavní nábřeží komunikaci ulice K přehradám (cesta na navážce podél řeky k Davli byla postavena roku 1936, pražský úsek byl pojmenován až roku 1988). Ta se v Lahovicích před Lahovickým mostem přes Berounku připojuje do Strakonické. Přes Lahovičky a Velkou Chuchli vede Strakonická vzdálena od Vltavy, ale od Malé Chuchle přes Zlíchov až téměř k železničnímu mostu na Smíchově je v podstatě nábřežím. Cestu ze Zbraslavi do Prahy vybudovala francouzská vojska prolomením barrandovské skály v roce 1743 v rámci Pasovské cesty (nazývané později též Zbraslavská, Dobříšsko-Vimperská nebo Strakonická), do té doby byla Zbraslav spojena s Prahou cestou přes Slivenec a Velkou Chuchli. V letech 1805–1814 byla tato cesta přestavěna na silnici. Ve 20. letech (do roku 1928) zde byly na třech úsecích testovány tři různé typy betonového povrchu vozovky, podle americké i německé technologie. V dnešní kapacitní podobě vznikla pobřežní část Strakonické ulice v roce 1972, úsek od Císařské louky až k železničnímu mostu nesl až do roku 1978 jiné názvy (Přístavní, U vorového přístavu, Vladislava Vančury). Úsek v Lahovicích se v původní trase jmenoval Lahovská.

### Hořejší nábřeží
Hořejší nábřeží je název jednosměrné komunikace, která ve směru do centra města navazuje na Strakonickou ulici, podchází železniční most a vede pod Palackého most. Pomístní název již od roku 1880.

### Janáčkovo nábřeží
Janáčkovo nábřeží odbočuje z Lidické ulice u Palackého mostu, přičemž se k němu kromě komunikace podél domů počítá i snížená vozovka vycházející zpod mostu, která je pokračováním Hořejšího nábřeží. Souběžně s nimi vede pak ještě blíže k řece komunikace Nábřežní (tento název má od 70. let 19. století), která podchází Jiráskův most. Janáčkovo nábřeží prochází úrovňovou křižovatkou na levém předmostí Jiráskova mostu a pokračuje kolem Dětského ostrova až k mostu Legií. Severní část nábřeží se od 80. let 19. století jmenovala Ferdinandovo nábřeží. Počátkem 20. století byla k Ferdinandovu nábřeží připojena i jižní část. Od roku 1961 nese název Janáčkovo nábřeží.

### Malostranské nábřeží

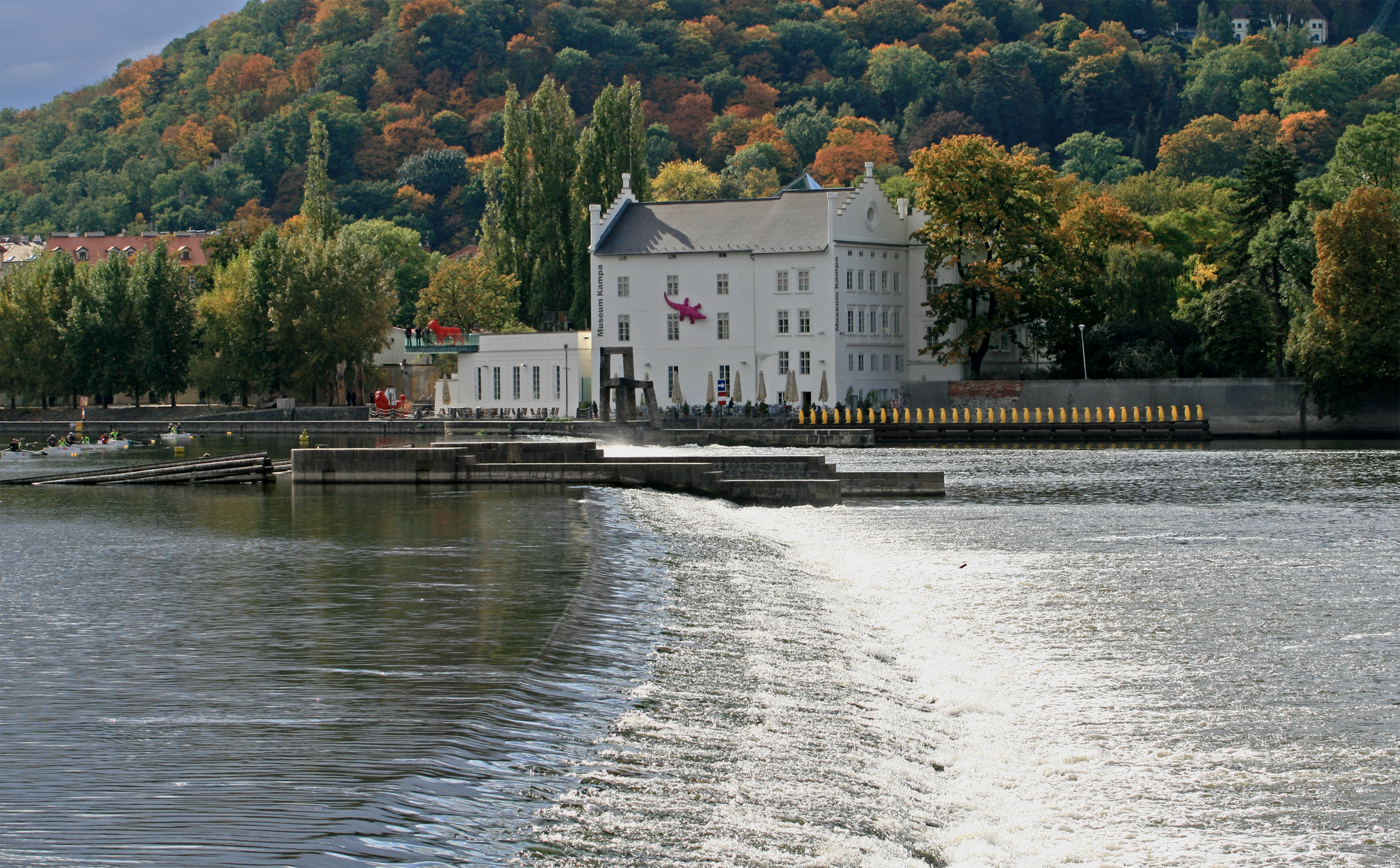
Vltavský jez s muzeem Kampa a částí Petřína na pozadí

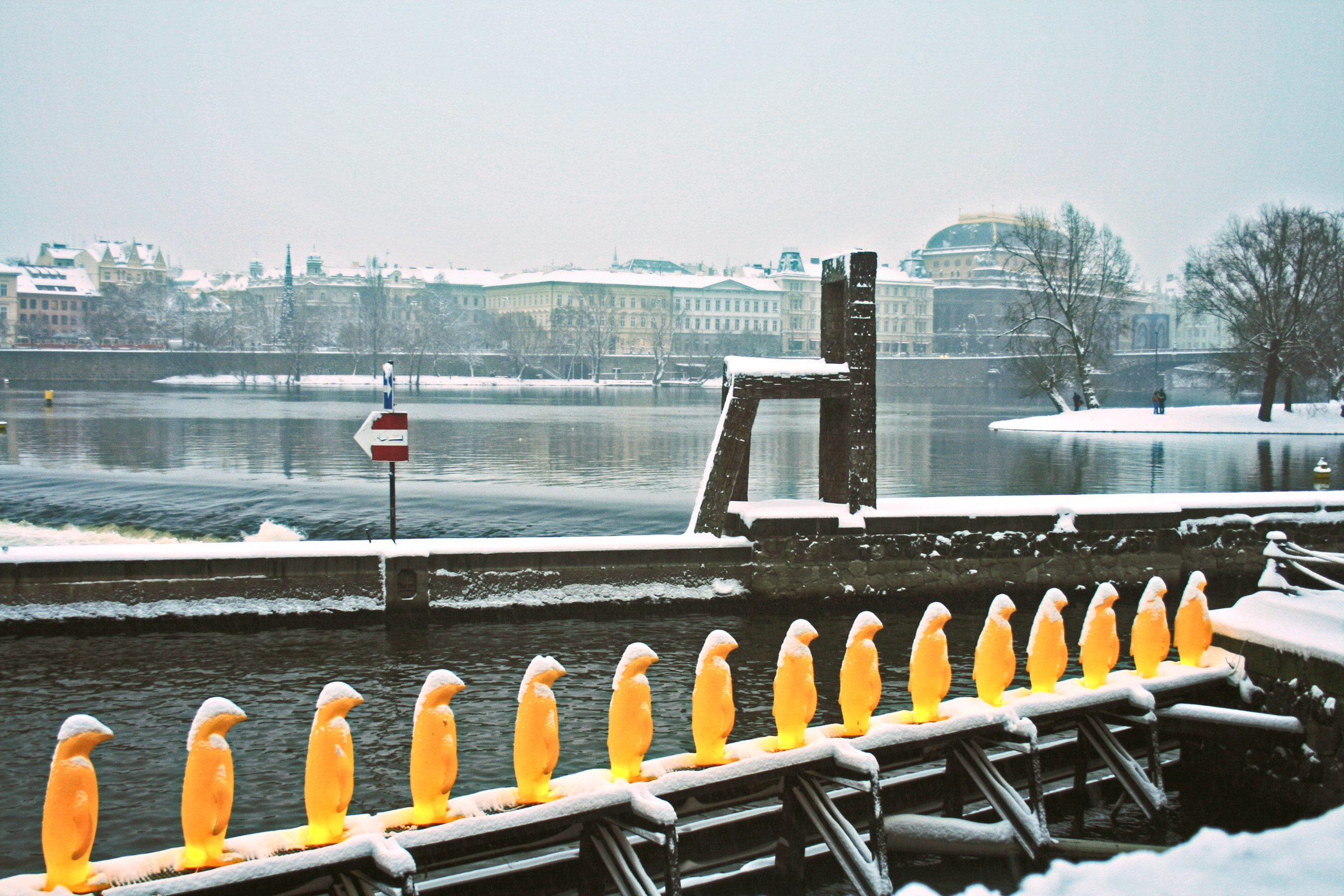
Tučňáci na Kampě

Malostranské nábřeží vede od mostu Legií k Sovovým mlýnům na ostrově Kampa. Blok obytných domů kolem tohoto kamenného nábřeží postavil architekt Josef Schulz a financoval podnikatel Jindřich Jechenthal v letech 1887–1888, název dostalo nábřeží v roce 1905. Čertovka měla být zasypána a vysoká nábřežní regulace měla pokračovat dál přes Kampu na Kosárkovo nábřeží, jak se objevilo ještě v plánech z roku 1910, tento záměr však nebyl realizován i díky snahám Klubu Za starou Prahu. Okolí Kampy a Čertovky až k Mánesovu mostu jsou tedy nyní specifické tím, že žádnou výraznou nábřežní regulací neprošly.

### Kosárkovo nábřeží
Kosárkovo nábřeží je ulička, která vede od Mánesova mostu po návodní straně Strakovy akademie k Občanské plovárně. Původně se zde říkalo U Vltavy, od roku 1896 neslo název Strakovo nábřeží, od roku 1961 Kosárkovo nábřeží.
nábřeží pod Letnou: Cesta z Malé Strany do Buben vedla pod Letnou odedávna, postupně byla přebudována a přejmenována na silnici pod Letnou (1896–1920) a pak na nábřeží pod Letnou (1920–1937), v letech 1938–1948 se jmenovalo Kramářovo nábřeží. V letech 1948–1991 se nábřeží v celé délce od Malé Strany až k Bubnům jmenovalo nábřeží kpt. Jaroše. V roce 1991 byla západní část nábřeží přejmenována, východní části zůstal název kpt. Jaroše.

### Nábřeží Edvarda Beneše

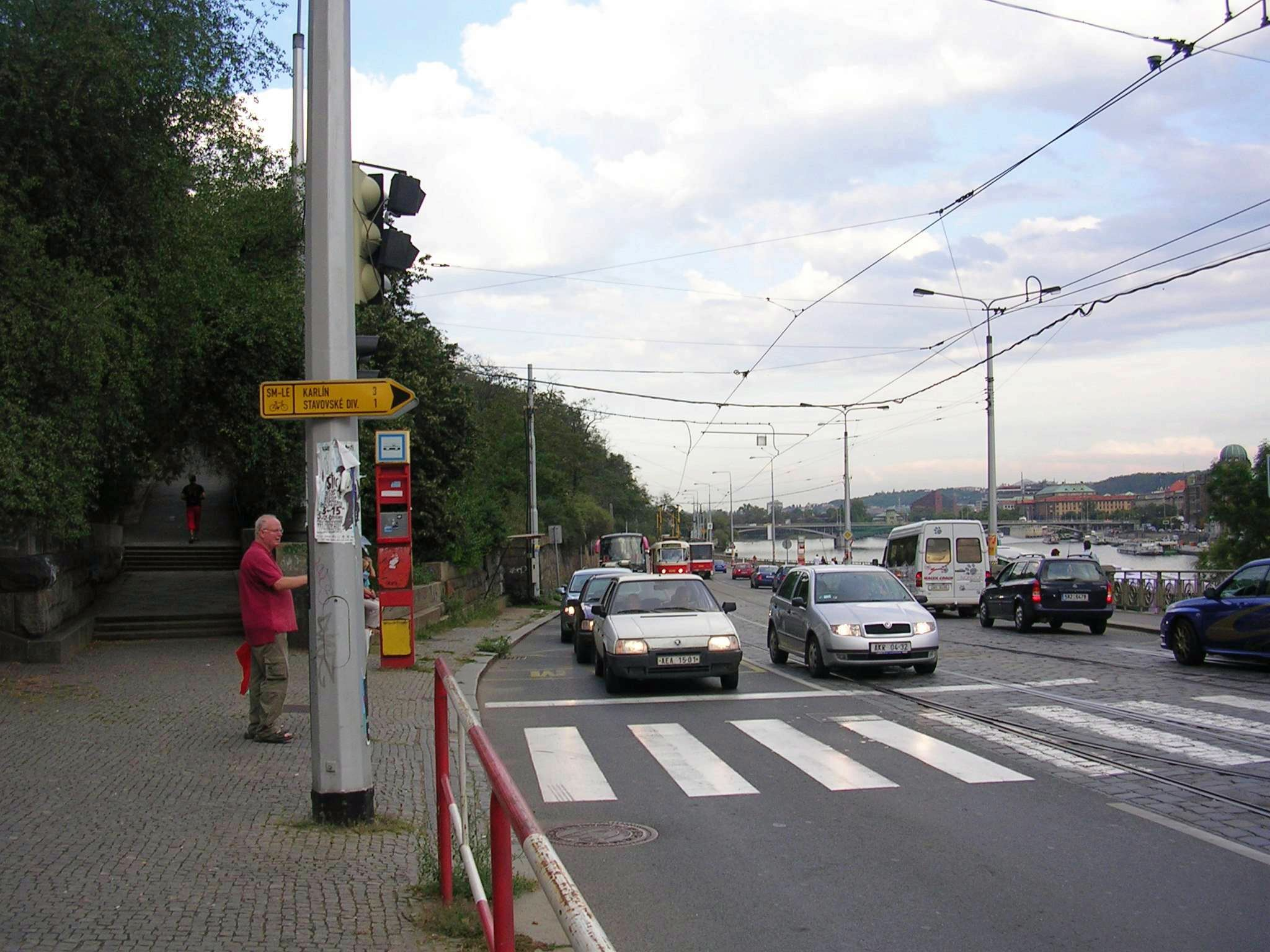
Nábřeží Edvarda Beneše u Čechova mostu.

Nábřeží Edvarda Beneše vede z malostranského Klárova nejprve jako ulice obklopená zástavbou, souběžně s Kosárkovým nábřežím po vnitrozemské straně Strakovy akademie, ale pak již pokračuje jako klasické nábřeží po úpatí Letné, kolem Čechova mostu ke Štefánikovu mostu. Vozovka pro směr k Holešovicím se s oběma mosty kříží mimoúrovňově, podjíždí je.

### Nábřeží Kapitána Jaroše

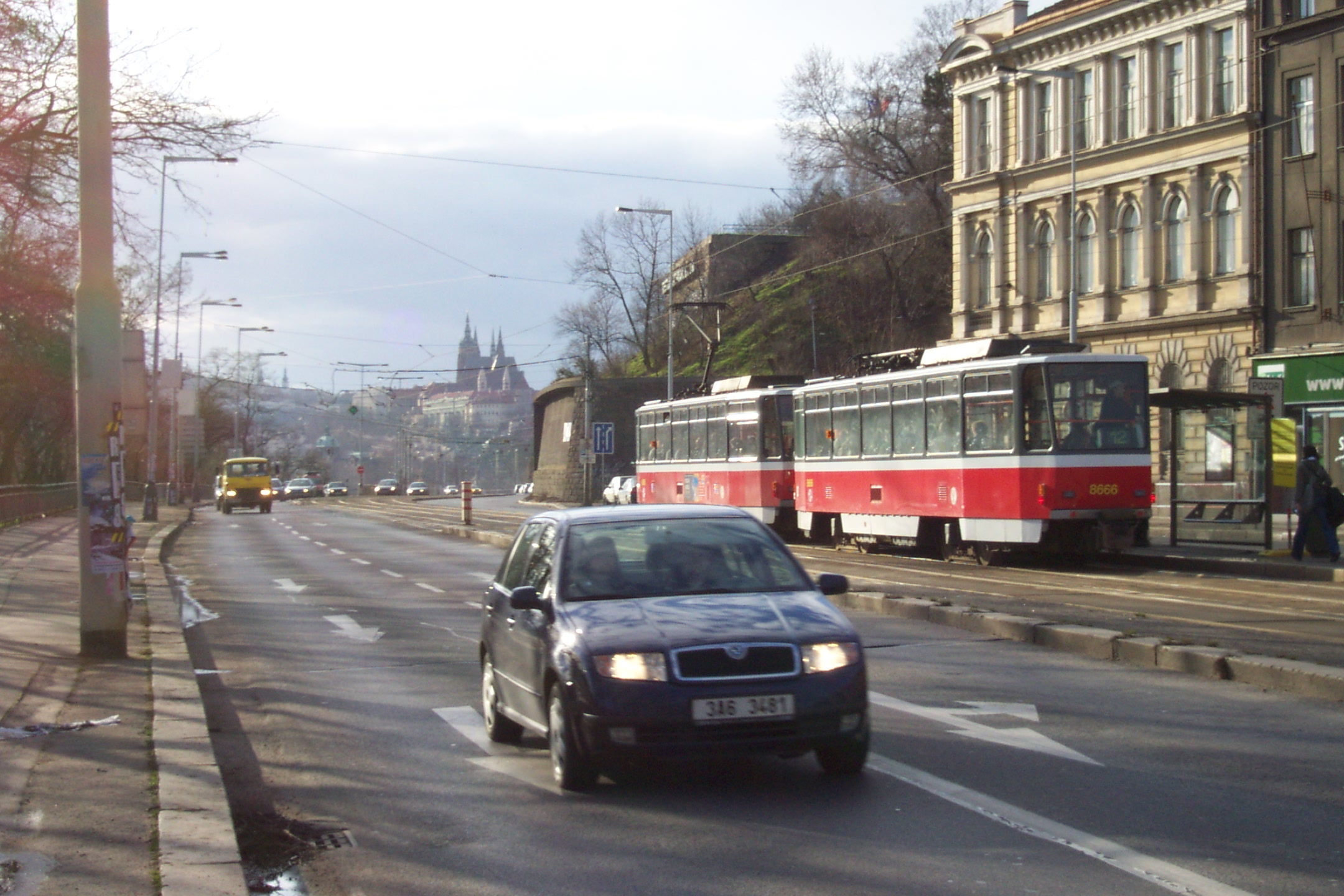
Nábřeží kapitána Jaroše u křižovatky s ulicí Dukelských hrdinů.

Nábřeží Kapitána Jaroše je v současné době název nábřeží jen od Štefánikova mostu na východ, vedoucí podjezdem pod Hlávkovým mostem až k Negrelliho viaduktu. Na úseku od Hlávkova mostu k Negrelliho viaduktu byl název rozšířen v roce 1983.

### Bubenské nábřeží
Bubenské nábřeží vede od Negrelliho viaduktu kolem holešovické tržnice až k ulici Komunardů. Odtud je přerušeno až k ulici Jateční (ještě na mapě z roku 1989 jsou obě části propojeny), odkud ještě vede pod Libeňský most k Holešovickému přístavu (tato odříznutá část je však označena názvem nábřeží jen na některých plánech města, například v elektronické infomapě na webu města). Dnešní úprava nábřeží v okolí tržnice pochází z let 1925–1930, kdy byl upravován prostor za holešovickými jatkami, dnešní tržnicí. Předtím vedla těmito místy podél řeky Vltavská ulice. Po roce 2002 probíhaly stavební úpravy v rámci údržby a protipovodňových opatření.
V oblasti přístavu a za holešovickým nádražím jsou kolem řeky průmyslové a dopravní prostory.

### Holešovické nábřeží
Holešovické nábřeží v původní poloze vzniklo po roce 1890 úpravou přirozeného břehu Vltavy u starých Holešovic, mezi dnešním severním koncem Partyzánské ulice a jižním předmostím mostu Barikádníků. Staré Holešovice však byly zbourány v roce 1978 v rámci výstavby Holešovické přeložky a nádraží a stanice metra a nábřeží fakticky zaniklo a změnilo se v neveřejný prostor překladišť a deponií. Název zůstal pouze komunikaci, která východním směrem navazuje na ohyb ulice Za elektrárnou u podjezdu pod Holešovickou přeložkou a která pokračovala pod tramvajovým mostem směrem k severnímu konci Partyzánské. Dnes však z větší části není tato ulice přístupná a na některých plánech Prahy již není vůbec Holešovické nábřeží vyznačeno. V RÚIAN je pod názvem Holešovické nábřeží zahrnut asi 200 metrů dlouhý úsek pobřežní stezky východně od ulice Za elektrárnou

### Bubenečské nábřeží a Podbaba
Po bubenečském břehu Vltavy na okraji Stromovky vede komunikace Za elektrárnou (pojmenovaná roku 1957). U severozápadní části Císařského ostrova nevede po vltavském břehu žádná nábřežní komunikace, dokud se k řece nepřiblíží Podbabská ulice se souběžnou železniční tratí do Děčína. Od ústí Šáreckého potoka až k hranici Prahy nese pobřežní komunikace název Roztocká. Od 17. století se zdejší komunikace nazývala Velvarská silnice, od 19. století Podbabská, v roce 1928 dostala název oficiálně. Roztocká ulice dostala název v roce 1931.